# 上尼永州
4°00′N 13°10′E / 4.000°N 13.167°E

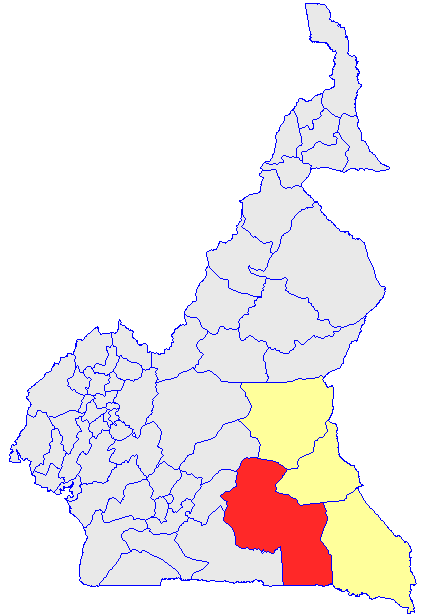

上尼永州（法語：Haut-Nyong），是喀麥隆的58個州份之一，位於該國東南部，由東部區負責管轄，北面是洛姆-杰雷姆州，面積36,384平方公里，2001年人口216,768，人口密度每平方公里6人。